# Puget
Puget é uma comuna francesa na região administrativa da Provença-Alpes-Costa Azul, no departamento de Vaucluse. Estende-se por uma área de 17,9 km². Em 2010 a comuna tinha 805 habitantes (densidade: 45 hab./km²).